# Districte de Cantemir
El districte de Cantemir (en romanès Raionul Cantemir) és una de les divisions administratives de la República de Moldàvia. La capital és Cantemir. L'u de gener de 2005, tenia 60.000 habitants.